# Lista światowego dziedzictwa UNESCO na Fidżi
Lista światowego dziedzictwa UNESCO na Fidżi – lista miejsc na Fidżi wpisanych na listę światowego dziedzictwa UNESCO, ustanowionej na mocy Konwencji w sprawie ochrony światowego dziedzictwa kulturowego i naturalnego, przyjętej przez UNESCO na 17. sesji w Paryżu 16 listopada 1972 i ratyfikowanej przez Fidżi 21 listopada 1990 roku.
Obecnie (stan na 2022 rok) na liście znajduje się 1 obiekt o charakterze dziedzictwa kulturowego.
Na fidżyjskiej liście informacyjnej UNESCO – liście obiektów, które Fidżi zamierzają rozpatrzyć do zgłoszenia do wpisu na listę światowego dziedzictwa – znajdują się 3 obiekty (stan na 2022 rok).

## Obiekty na liście światowego dziedzictwa UNESCO
Poniższa tabela przedstawia obiekty na fidżyjskiej liście światowego dziedzictwa UNESCO:
Nr ref. – numer referencyjny UNESCO
Obiekt – polskie tłumaczenie nazwy wpisu na liście wraz z jej angielskim oryginałem
Położenie – miasto, dystrykt; współrzędne geograficzne
Typ – klasyfikacja według Komitetu Światowego Dziedzictwa:
- kulturowe (K)
- przyrodnicze (P)
- kulturowo-przyrodnicze (K,P)

Rok wpisu – roku wpisu na listę i rozszerzenia wpisu
Opis – krótki opis obiektu wraz z informacjami o jego zagrożeniu.
| Nr ref. | Obiekt                                                        | Zdjęcie | Położenie                                                      | Typ        | Rok  | Opis |
| ------- | ------------------------------------------------------------- | ------- | -------------------------------------------------------------- | ---------- | ---- | --- |
| 1399    | Historyczne miasto portowe Levuka Levuka Historical Port Town |         | Dystrykt Północny 17°40′57″S 178°50′00″E/-17,682500 178,833333 | K (ii)(iv) | 2013 | Od początku XIX wieku miasto rozwijało się jako centrum działalności handlowej Amerykanów i Europejczyków. Jest to rzadki przykład późno kolonialnego miasta portowego, na które wpływ miała rdzenna ludność. |

## Obiekty na liście informacyjnej UNESCO
Poniższa tabela przedstawia fidżyjskie obiekty wpisane na listę informacyjną UNESCO:
Nr ref. – numer referencyjny UNESCO
Obiekt – polskie tłumaczenie nazwy wpisu na liście informacyjnej wraz z jej angielskim oryginałem
Położenie – miasto, dystrykt; współrzędne geograficzne
Typ – klasyfikacja według Komitetu Światowego Dziedzictwa:
- kulturowe (K)
- przyrodnicze (P)
- kulturowo-przyrodnicze (K,P)

Rok wpisu – roku wpisu na listę informacyjną
Opis – krótki opis obiektu wraz z informacjami o jego zagrożeniu.
| Nr ref. | Obiekt                                                                                  | Zdjęcie | Położenie                                                          | Typ            | Rok  | Opis |
| ------- | --------------------------------------------------------------------------------------- | ------- | ------------------------------------------------------------------ | -------------- | ---- | --- |
| 1374    | Sovi Basin                                                                              |         | Dystrykt Centralny 17°59′01″S 178°10′56″E/-17,983611 178,182222    | K (iii)(iv)(v) | 1999 | Dorzecze o powierzchni 19 600 ha. Znajduje się tutaj las tropikalny jest największym i najbardziej zróżnicowanym biologicznie ekosystemem na Fidżi. |
| 1375    | Wydmy Sigatoka Sigatoka Sand Dunes                                                      |         | Dystrykt Zachodni 18°09′59,8″S 177°29′20,0″E/-18,166600 177,488900 | K (iii)(iv)(v) | 1999 | Wydmy Sigatoka znajdują się bezpośrednio na zachód od ujścia rzeki Sigatoka, drugiej co do wielkości rzeki na Fidżi. Są one produktem erozji rzecznej w głębi lądu przybrzeżnego i procesów formowania wydm przybrzeżnych. Zajmują powierzchnię 650 ha. |
| 1376    | Sanktuarium legwana wityjskiego na wyspie Yadua Tabu Yaduataba Crested Iguana Sanctuary |         | Dystrykt Północny 16°50′00″S 178°16′45″E/-16,833333 178,279167     | P (x)          | 1999 | Wyspa zajmuje powierzchnię 0,7 km². W 1979 roku powstał tutaj rezerwat w celu ochrony populacji legwanów zamieszkujących ten teren. |